# وليم ديمبسكي

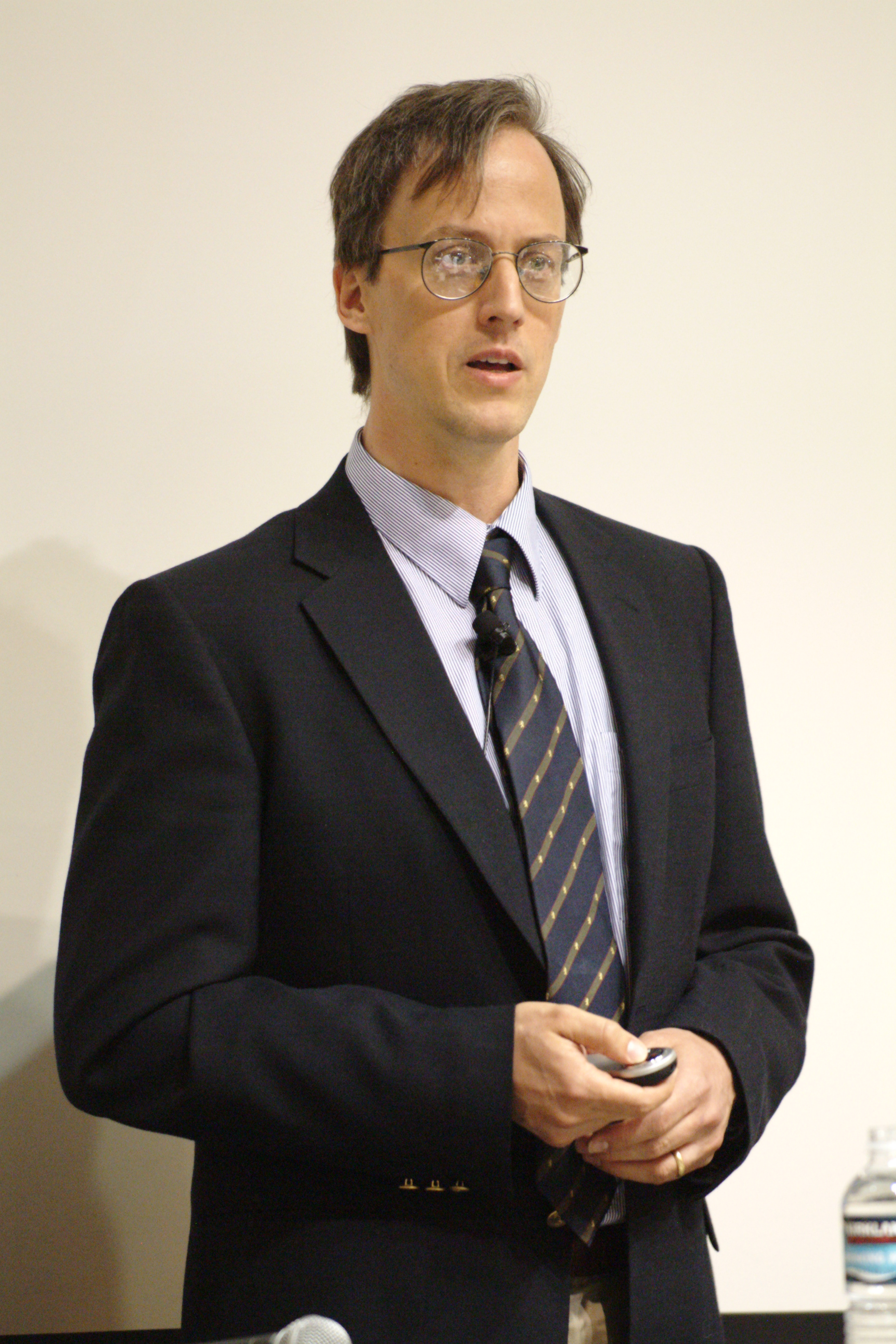
وليم ديمبسكي

ألبرت وليام «بيل» ديمبسكي (William Albert "Bill" Dembski) (من مواليد 18 يوليو 1960) هو رياضياتي وفيلسوف اميركي من دعاة التصميم الذكي معارض لنظرية التطور من خلال الانتقاء الطبيعي. عضو مرموق في مركز العلم والثقافة التابع لمعهد ديسكفري. مؤلف لعدة كتب عن التصميم الذكي، اللاهوت، والرياضيات. في الفترة من 1999 إلى 2005، كان في هيئة التدريس في جامعة بايلور، حيث كان محور اهتمام وجدل. يحمل سبعة درجات جامعية بما فيها دكتوراه في الفلسفة من جامعة إلينويز في شيكاغو ودكتوراه في الرياضيات من جامعة شيكاغو وحالياً يحاضر حول العالم عن موضوع التصميم المبدع. من أهم مؤلفاته كتاب تصميم الحياة. كسب عدة مناظرات أجراها مع مناصري نظرية التطور.

## فكره
ويليام ديمبسكي طور مفهوم التعقيدات المتخصصة، يقول ديمبسكي أنه عندما يبدي شيء ما تعقيداً متخصصاً (أي عندما يكون معقداً ومتخصصاً بنفس الوقت) فإننا نستطيع أن نقول أنه قد أُنتج من قبل مسبب ذكي (أي أنه قد صُمم) عوضاً عن القول بأنه كان نتيجة للعمليات الطبيعية. يستخدم ديمبسكي المثال التالي: "أن أحد أحرف الأبجدية هو متخصص دون كونه تعقيداً. جملة طويلة من الأحرف العشوائية هي تعقيد دون كونه متخصصاً. قصيدة لشكسبير هي تعقيد متخصص.
يقول ديمبسكي أن تفاصيل الكائنات الحية يمكن أن توصف بشكل مشابه. خصوصاً نماذج التتابع الجزيئي في الجزيئات البيولوجية الوظيفية مثل ال حمض نووي ريبوزي منقوص الأكسجين. إن الثبات من ناحية المفاهيم في نقاش ديمبسكي للتعقيدات المتخصصة كان موضع جدل بين داخل المجتمع العلمي، مؤيدو التصميم الذكي يعتبرونه كبرنامج للبحث العلمي يحقق في آثار المسبب الذكي. التصميم الذكي يدرس آثار المسبب الذكي وليس المسبب الذكي نفسه". على ضوء ذلك، وبما أنه لا يمكن اختبار هوية المؤثرات خارج نظام مغلق من داخله، تقع الأسئلة التي تتعلق بهوية المصمم خارج حدود المفهوم.
يعرّف ديمبسكي المعلومات المعقدة المتخصصة بأنها أي شيء احتمال حدوثه في الطبيعة أقل من 1 من 10150. يقول النقاد أن هذا التعريف يجعل النقاش عديم المعنى: المعلومات المعقدة المتخصصة لا يمكن حدوثها طبيعياً لأن ديمبسكي قد عرفها كذلك، لذا السؤال الحقيقي يصبح إمكانية وجود المعلومات المعقدة المتخصصة في الطبيعة أم لا.

## مؤلفاته
كتب وحرر العديد من الكتب بما فيها أول كتاب عن التصميم الذكي طبع في مطبعة جامعية (دليل النظام: إزالة الصدفة عبر الاحتمالات الصغيرة) The Design Inference: Eliminating chance Through Small Probabilities (مطبعة جامعة كامبردج 1998)
- كتاب تصميم الحياة
- Are We Spiritual Machines?: Ray Kurzweil vs. the Critics of Strong A.I. by Jay W. Richards, George F. Gilder, Ray Kurzweil, Thomas Ray, John Searle, William Dembski, Michael Denton. Discovery Institute. ISBN 0-9638654-3-9
- "The Chance of the Gaps". In Neil Manson, ed., God and Design: The Teleological Argument and Modern Science. (London: Routledge, 2002), 251–274.
- Debating Design: From Darwin to DNA. William A. Dembski and Michael Ruse (eds) ISBN 0-521-82949-6
- The Design Inference: Eliminating Chance through Small Probabilities. Cambridge: Cambridge University Press, 1998. ISBN 0-521-62387-1
- من الباندا والناس (كتاب). (biology textbook co-authored with مايكل بيهي، Jonathan Wells, Percival Davis, and Dean Kenyon). Dallas: Foundation for Thought and Ethics, expected 2007.
- The Design Revolution: Answering the Toughest Questions about Intelligent Design. Downer's Grove, Illinois: InterVarsity Press, 2004. ISBN 0-8308-2375-1
- Intelligent Design: The Bridge between Science and Theology. Downer's Grove, Illinois: InterVarsity Press, 1999. ISBN 0-8308-2314-X
- Mere Creation. Downer's Grove, Illinois: InterVarsity Press, 1998. ISBN 0-8308-1515-5
- Moral Darwinism: How We Became Hedonists ISBN 0-8308-2666-1
- No Free Lunch: Why Specified Complexity Cannot Be Purchased without Intelligence. Lanham, Md.: Rowman & Littlefield, 2002.
- "Science and Evidence for Design in the Universe", Proceedings of the Wethersfield Institute, vol. 9 (coauthored with مايكل بيهي and ستيفن ماير). San Francisco: Ignatius Press, 2000. ISBN 0-89870-809-5
- Signs of Intelligence: Understanding Intelligent Design. William A. Dembski, James M. Kushiner, 2001. ISBN 1-58743-004-5
- Unapologetic Apologetics: Meeting the Challenges of Theological Studies. William A. Dembski, Jay Wesley Richards. Downer's Grove, Illinois: InterVarsity Press, 2001. ISBN 0-8308-1563-5
- What Darwin Didn't Know (2004) ISBN 0-7369-1313-0

## وصلات خارجية
- وليم ديمبسكي على موقع IMDb (الإنجليزية)
- وليم ديمبسكي على موقع ميوزك برينز (الإنجليزية)
- وليم ديمبسكي على موقع إن إن دي بي (الإنجليزية)
- وليم ديمبسكي على موقع قاعدة بيانات الفيلم (الإنجليزية)

- Design Inference Website كتابات وليم ديمبسكي.